# Shulamith Yaari
Shulamith Yaari, nome artístico de  Anna Salomea Kopelman (Polônia, 27 de janeiro de 1930 - Rio de Janeiro, 05 de novembro de 2014) foi uma atriz polonesa radicada no Brasil.

## Biografia
Shulamith , nome artístico de  Anna Salomea Kopelman  atriz natural da Polônia, emigrara para o Brasil no final da década de 1940. Iniciou sua carreira em 1946, como modelo.
Já no Brasil estudara teatro com Dulcina de Moraes, formando-se pela Fundação Brasileira de Teatro (FBT).
Participara das célebres montagens de Boca de Ouro (1961) e Otto Lara Resende ou Bonitinha, Mas Ordinária  (1962/1963), obras clássicas de Nelson Rodrigues.
Em cinema destacara-se por sua participação em Boca de Ouro (1963) e Quando as Mulheres Querem Provas (1975), tendo sido dirigida também por Arnaldo Jabor, Walter Lima Jr. e Paulo Porto. Já em televisão destacara-se em O Pulo do Gato (1978), Dona Beija (1986), Mandala (1987) e Contos de Verão (1993).
Em 1996, abandonara a carreira de atriz para dedicar-se integralmente a pintura.
Morreu na cidade de Rio de Janeiro, em 5 de novembro de 2014.

## Filmografia

### Cinema
| Ano  | Título                           | Personagem |
| ---- | -------------------------------- | ---------- |
| 1996 | O Monge e a Filha do Carrasco    | Follen     |
| 1986 | Fulaninha                        | —          |
| 1979 | Fim de Festa                     | —          |
| 1976 | O Casamento                      | Mãe        |
| 1975 | Quando as Mulheres Querem Provas | Terry      |
| 1972 | Eu Transo, Ela Transa            | —          |
| 1972 | Os Machões                       | —          |
| 1970 | Salário Mínimo                   | Modelo     |
| 1967 | O Engano                         | Prostituta |
| 1965 | Um Ramo para Luísa               | —          |
| 1963 | Boca de Ouro                     | Socialite  |

### Televisão
| Ano       | Título                               | Personagem         | Notas                              |
| --------- | ------------------------------------ | ------------------ | ---------------------------------- |
| 1995      | Cara & Coroa                         | Madre Superiora    |                                    |
| 1994      | Você Decide                          | —                  | Episódio: "Premonição"             |
| 1994      | Incrível, Fantástico, Extraordinário | Bruxa              |                                    |
| 1993      | Contos de Verão                      | Nair               |                                    |
| 1990      | A, E, I, O... Urca                   | Lígia              |                                    |
| 1989      | Que Rei Sou Eu?                      | Costureira         |                                    |
| 1987      | Mandala                              | Lucrécia           |                                    |
| 1986      | Dona Beija                           | Dorotheia          |                                    |
| 1983      | Caso Especial                        | —                  | Episódio: "O Pacto"                |
| 1982      | Caso Verdade                         | Ivone              | Episódio: "Casa, Comida e Carinho" |
| 1981      | Plantão de Polícia                   | —                  | Episódio: "O Herdeiro"             |
| 1980      | Chega Mais                           | Fátima             |                                    |
| 1978      | O Pulo do Gato                       | Francisca          |                                    |
| 1977      | Sítio do Picapau Amarelo             | Dona Aranha        |                                    |
| 1969      | Nenhum Homem É Deus                  | Tibita             |                                    |
| 1965      | Teatrinho Trol                       | —                  |                                    |
| 1965      | Grande Teatro Tupi                   | —                  |                                    |
| 1960-1962 | TV de Comédia                        | Vários personagens |                                    |
| 1957      | Grande Teatro Tupi                   | —                  | Episódio: "A Carta"                |

## No teatro[6]
- 1982 - O Suicídio
- 1975 - O Canil
- 1971 - A Casa de Bernarda Alba
- 1970 - Casamento: Do Pedido ao Aniversário
- 1969 - Os Sete Pecados Capitais
- 1969 - A Celestina
- 1967 - O Vale
- 1966 - Receita de Vinícius
- 1966 - Amor Depois das Onze
- 1965/1966 - Pirlipatinha e o Quebra Nozes[7]
- 1963 - Victor ou as Crianças no Poder
- 1962/1963 - Otto Lara Resende ou Bonitinha, Mas Ordinária
- 1961 - Boca de Ouro
- 1959/1960 - Quando Se Morre de Amor
- 1959 - O Vestido de Estrela-Flor
- 1958 - O Processo de Jesus
- 1955 - Anel de Saturno
- 1955 - Apenas Uma Cadeira
- 1955 - Frankel
- 1955 - Maria Conga
- 1955 - O Belo Indiferente
- 1955 - O Paroquiano Inevitável